# Кафиркала (Таджикистан)
Кафиркала, Кафи́р-Кала́ (тадж. Кофирқалъа) — городище 3/4 — 1-й половины VIII вв. в Вахшской долине, на западной окраине современного посёлка Балх (Таджикистан).
Обследования А. М. Беленицкого в 1947, Б. А. Литвинского и Е. А. Давидович в 1954; раскопки Т. И. Зеймаль в 1956—1957, Б. А. Литвинского с 1968 до кон. 1980-х гг. (с небольшими перерывами). 
Состоит из «города» с цитаделью в северо-восточном углу (образуют квадрат со сторонами 360 м, ориентированными по сторонам света) и «пригорода». Стратиграфически выделяются 3 периода. Ранние изучены слабо: КФ-III — по-видимому, небольшое поселение, наиболее ранние материалы относятся к позднекушанскому времени (III-IV вв.); КФ-II по монетам датируется с середины VI в. Наиболее полно изучены слои и постройки периода КФ-I (по монетам — с конца VII до середины VIII вв.). Полностью раскопан верхний строит. горизонт цитадели (квадратная, 70 × 70 м) — замка с угловыми башнями, на сырцовом (как и все постройки) цоколе. В её северной части — обособленная группа залов разл. конфигурации и размеров (видимо, покои правителя); в северо-западном углу — изолированный круглый в плане зал (возможно, культового назначения); в северо-восточном углу — помещение площадью около 200 м2 (интерпретируют как «зал приёмов»); в юго-восточном углу — буддийская часовня с типичной планировкой (центр. помещение и обходной коридор). Сохранились остатки стенных росписей (изображения Будды, животных, цветов и др.). На территории «города» частично раскопаны 2 дома. У одного — в центре зал, планировка которого повторяет план «зала приёмов» в цитадели, вокруг — хозяйственные и жилые помещения значительно меньших размеров. Коллекция керамики Кафир-Кала является эталонной для раннего Средневековья северо-запада Тохаристана; среди др. находок — местные и импортные стеклянные сосуды, бусы, украшения из бронзы и полудрагоценных камней, железные орудия и наконечники стрел. «Город» погиб в ходе араб. завоеваний.

## Галерея

Артефакты
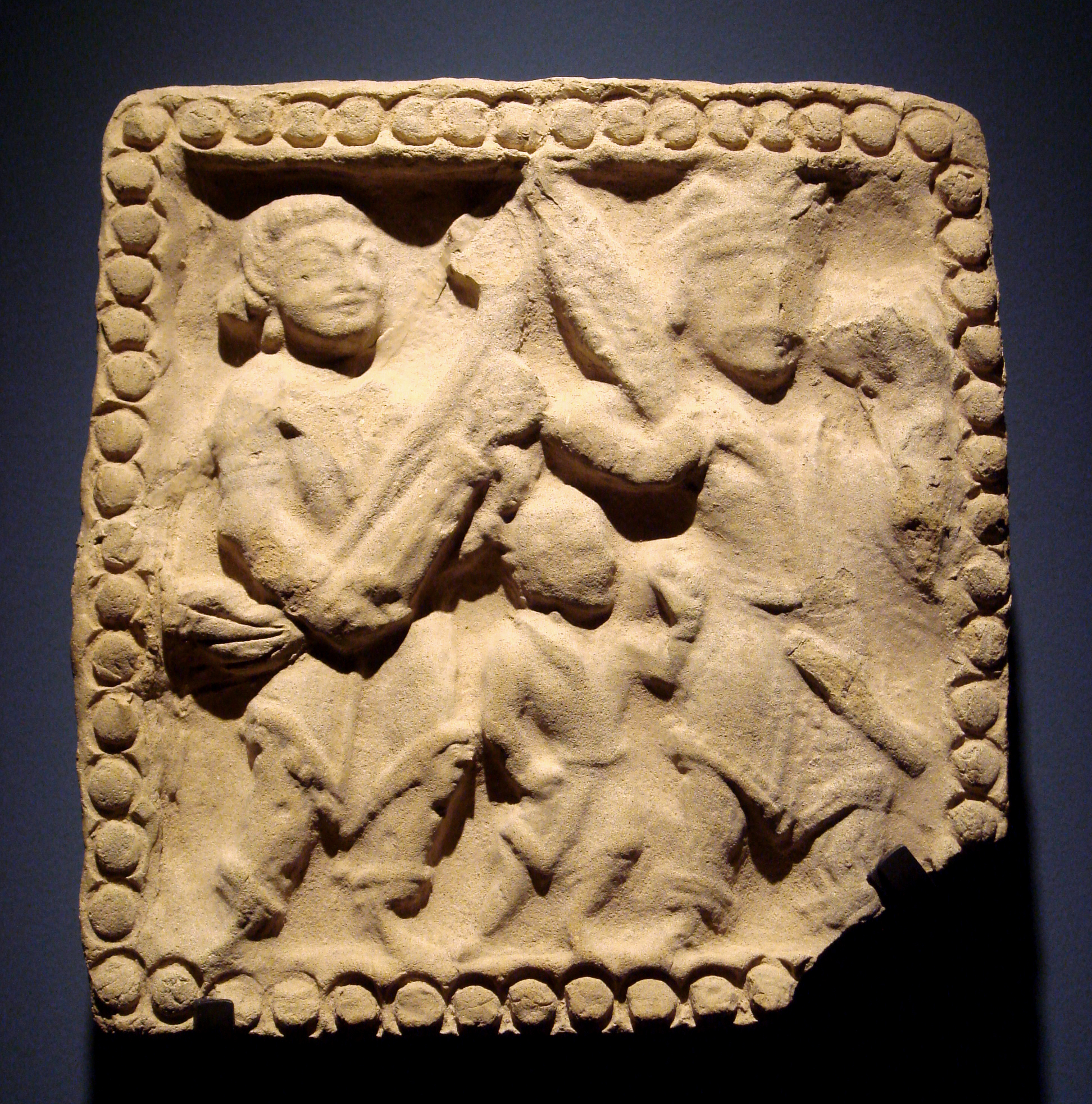
Взрослые в кафтане и ребёнок, Кафиркала, Таджикистан, VII век н. э. Национальный музей древностей Таджикистана
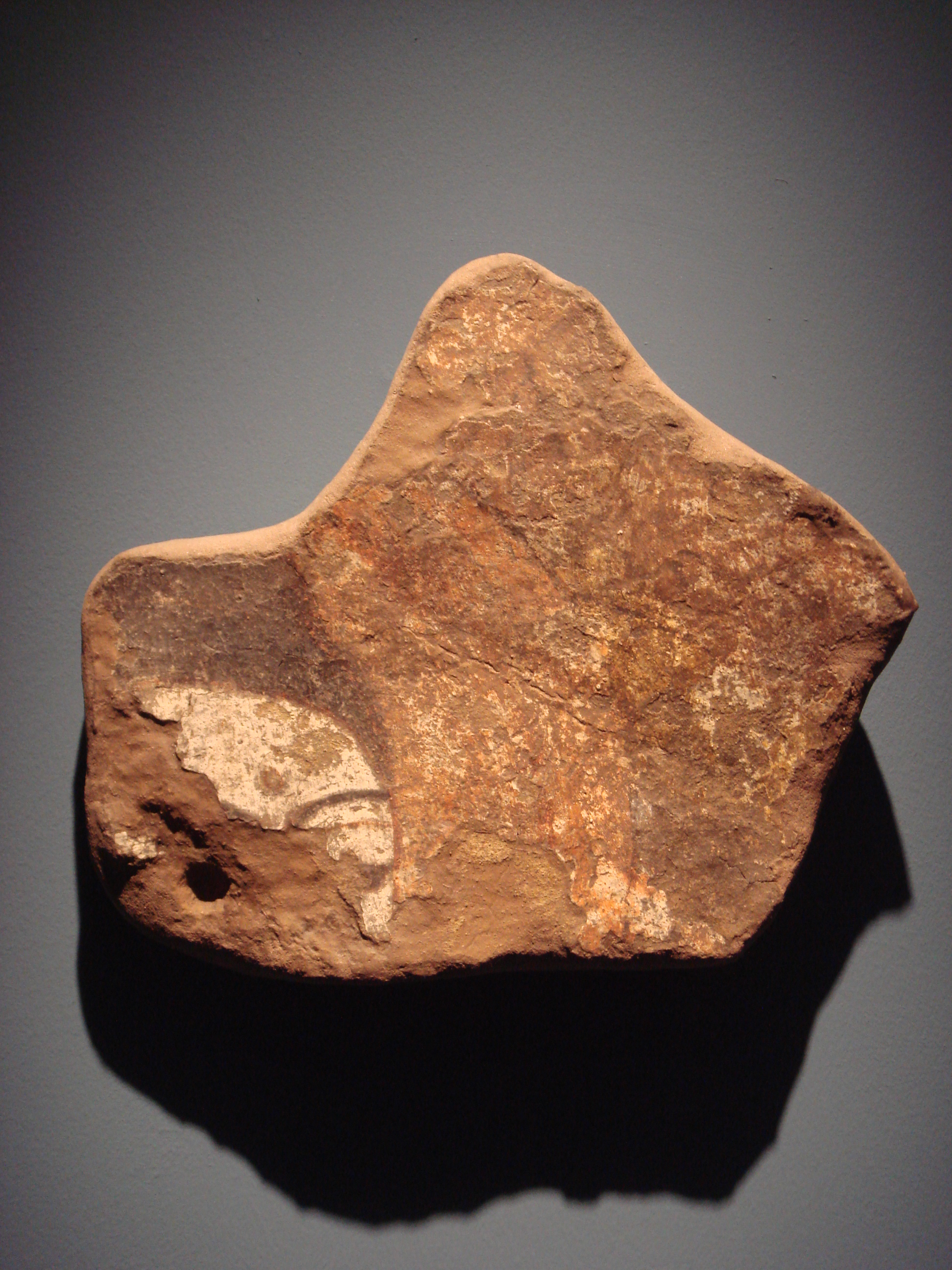
Голова Будды, Кафиркала, Таджикистан, VII век н. э. Национальный музей древностей Таджикистана
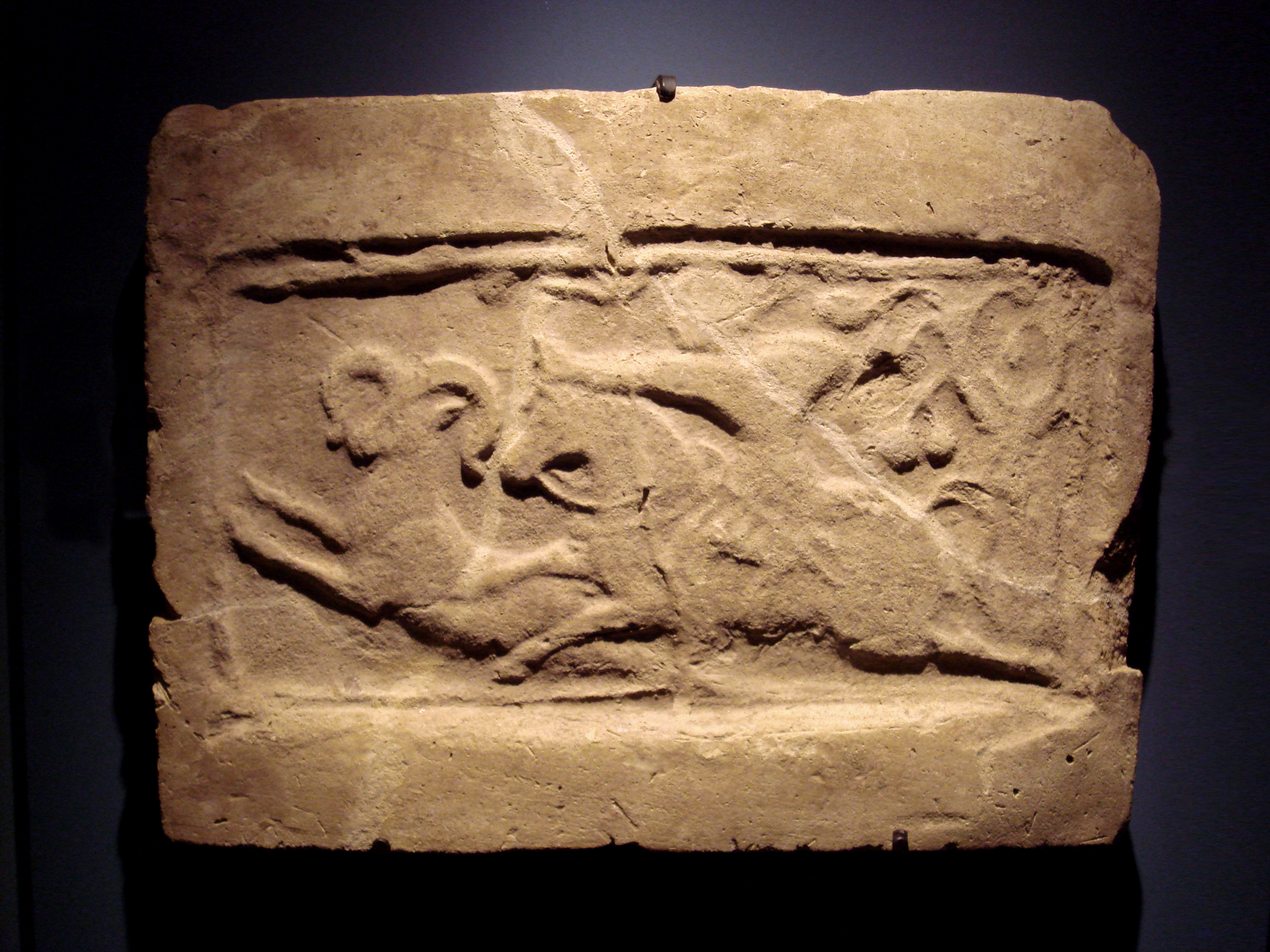
Сцена охоты, Кафиркала, Таджикистан, VII век н. э. Национальный музей древностей Таджикистана
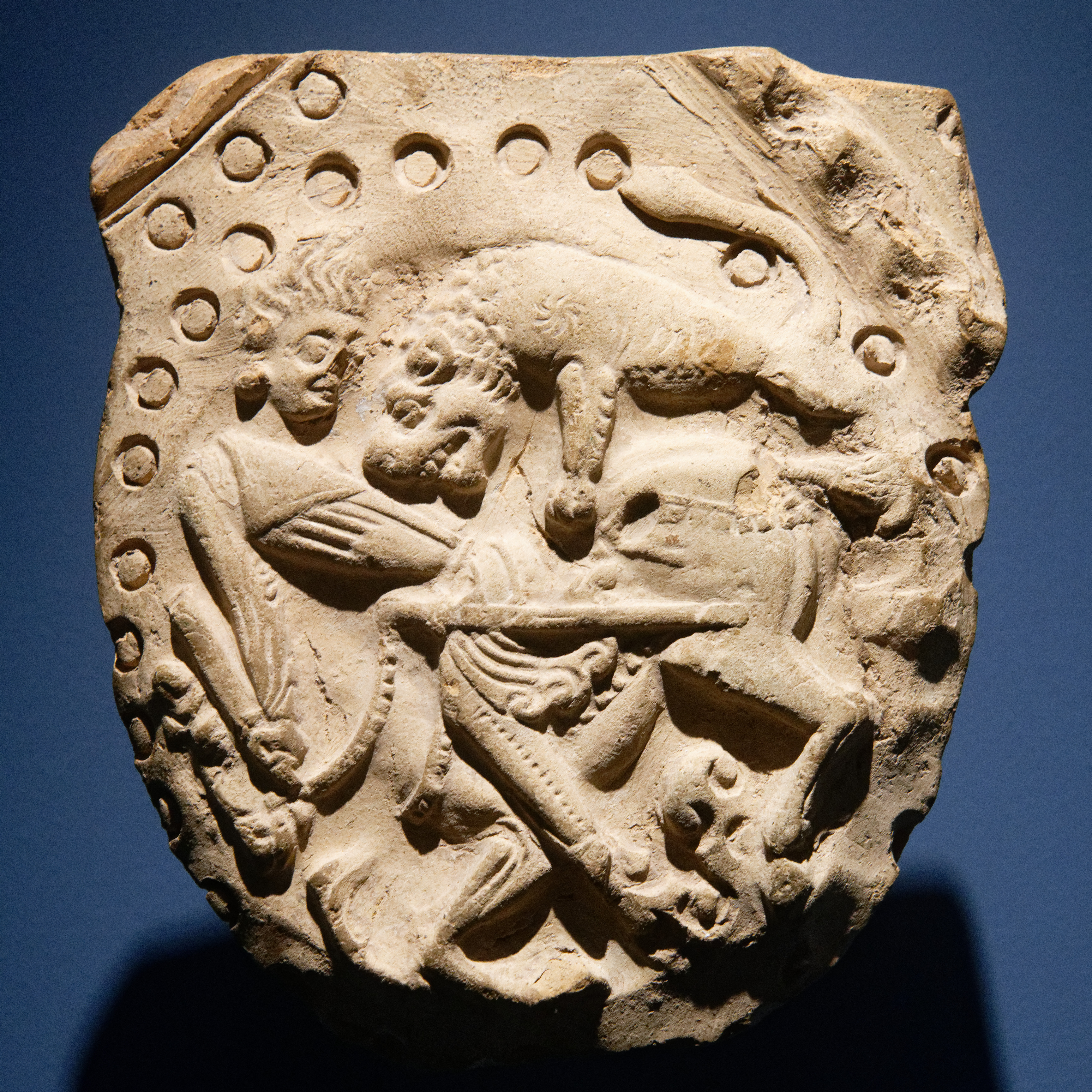
Сцена охоты, Кафиркала, Таджикистан, VII век н. э. Национальный музей древностей Таджикистана